# Pandemie 1889–1890
Pandemie 1889–1890 (též Ruská chřipka, Asijská chřipka)
patří k nejsmrtelnějším celosvětovým pandemiím a byla poslední pandemií 19. století.
Zabila zhruba 1 milión z celosvětového počtu 1,5 miliardy lidí.
Nejvíce mrtvých bylo hlášeno od října 1889 do prosince 1890, s opakováním v březnu až červnu 1891, listopadu 1891 až červnu 1892, severské zimě 1893–1894 a začátkem roku 1895. Ačkoli současníky byla pandemie popsána jako chřipková a vědci ve 20. století identifikovali několik kmenů chřipky jako možný patogen, někteří novější autoři naznačují, že mohla být způsobena lidským koronavirem OC43.